# Gorzanów
Gorzanów est une localité polonaise de la gmina de Bystrzyca Kłodzka, située dans le powiat de Kłodzko en voïvodie de Basse-Silésie.

## Histoire
De 1818 à 1945, Grafenort fait partie de l'arrondissement d'Habelschwerdt dans le district de Reichenbach puis (en 1820) dans le district de Breslau au sein de la province de Silésie.